# Mary Church Terrell
Mary Church Terrell (Memphis, Tennessee, 23 de setembre de 1863 - Annapolis, Maryland, 24 de juliol de 1954), filla de dos antics esclaus, és una de les primeres dones afroamericanes que va obtenir un diploma d'ensenyament superior. Va esdevenir una activista que va dirigir moltes associacions i es va implicar a favor dels drets civils i el dret de vot.

## Biografia
Filla de Louisa Ayers i Robert Reed Church, dos antics esclaus. Robert Church deia ser fill del seu amo blanc, Charles Church; hauria esdevingut milionari després haver realitzat inversions immobiliàries a Memphis i s'hauria casat dues vegades. Amb sis anys, Mary és enviada pels seus pares a l'Antioch College Model School de Yellow Springs a Ohio. Coneguda en la seva família amb el nom de «Tova», ella i el seu germà van néixer en el primer matrimoni del seu pare, que va acabar en divorci. Es tornaria a casar amb Anna (Wright) Church, amb qui té dos fills, Robert Jr. i Annette.
Quan Mary s'especialitza en literatura antiga a l'Oberlin College, és una dona afroamericana entre estudiants majoritàriament masculins i blancs però s'hi integra bé. És editora de l'Oberlin Review. Obté el batxillerat (bachelor degree) l'any 1884; esdevé una de les primeres afroamericanes conegudes per haver obtingut un diploma universitari. Continua els estudis a Oberlin i obté un màster l'any 1888.
Mary Church ensenya en una escola secundària reservada als negres a Washington DC, i a Wilberforce College, una universitat tradicionalment negra fundada per l'Església metodista a Ohio. Marxa a continuació dos anys a Europa, on aprèn a parlar francès, alemany i italià.
El 18 d'octubre de 1891, a Memphis, Mary es casa amb Robert Heberton Terrell, un advocat.

## Herència i honors
- La primera dama Mamie Eisenhower, en una carta llegida en una convenció de la Nacional Associació of Colored Women (NACW), saluda així la memòria de Mary Church Terrell: "For more than 60 years, her great gifts were dedicated to the betterment of humanity, and she left ha truly inspiring record".[2]
- La casa de Mary Church Terrell (Mary Church Terrell House) ha esdevingut un Nacional Historic Landmark l'any 1975.[3]
- L'any 2002, Molefi Kete Asante l'ha classificada en la seva llista de les 100 Greatest African Americans.[4]